# Emil Gutenkunst

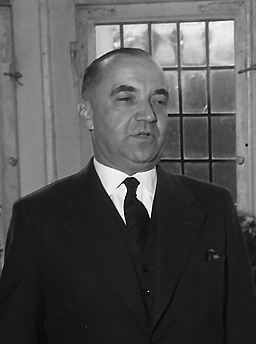
Emil Gutenkunst (1958)

Emil Gutenkunst (* 4. Dezember 1903 in Oberharmersbach; † 18. Januar 1989 in Karlsruhe) war ein deutscher Kommunalpolitiker.

## Leben
Gutenkunst wurde 1927 an der Ruprecht-Karls-Universität Heidelberg zum Doktor der Rechte promoviert. Er wurde Mitglied des Nationalsozialistischen Rechtswahrerbundes. Er war als Richter an einem Landgericht tätig.
Nach dem Krieg trat Gutenkunst der SPD bei, der er bis zu seinem Parteiaustritt 1977 angehörte. 1948 wurde er vom Gemeinderat zum Bürgermeister von Karlsruhe gewählt, 1953 als Nachfolger von Fridolin Heurich zum Ersten Bürgermeister und Stellvertreter des Oberbürgermeisters. Er amtierte bis 1965; ihm folgte Walther Wäldele nach.

## Werke
- Der geschichtliche Ursprung der Reallasten in Baden in Beziehung auf das badische Landrecht von 1809. Heidelberg 1927.